# Răchițele

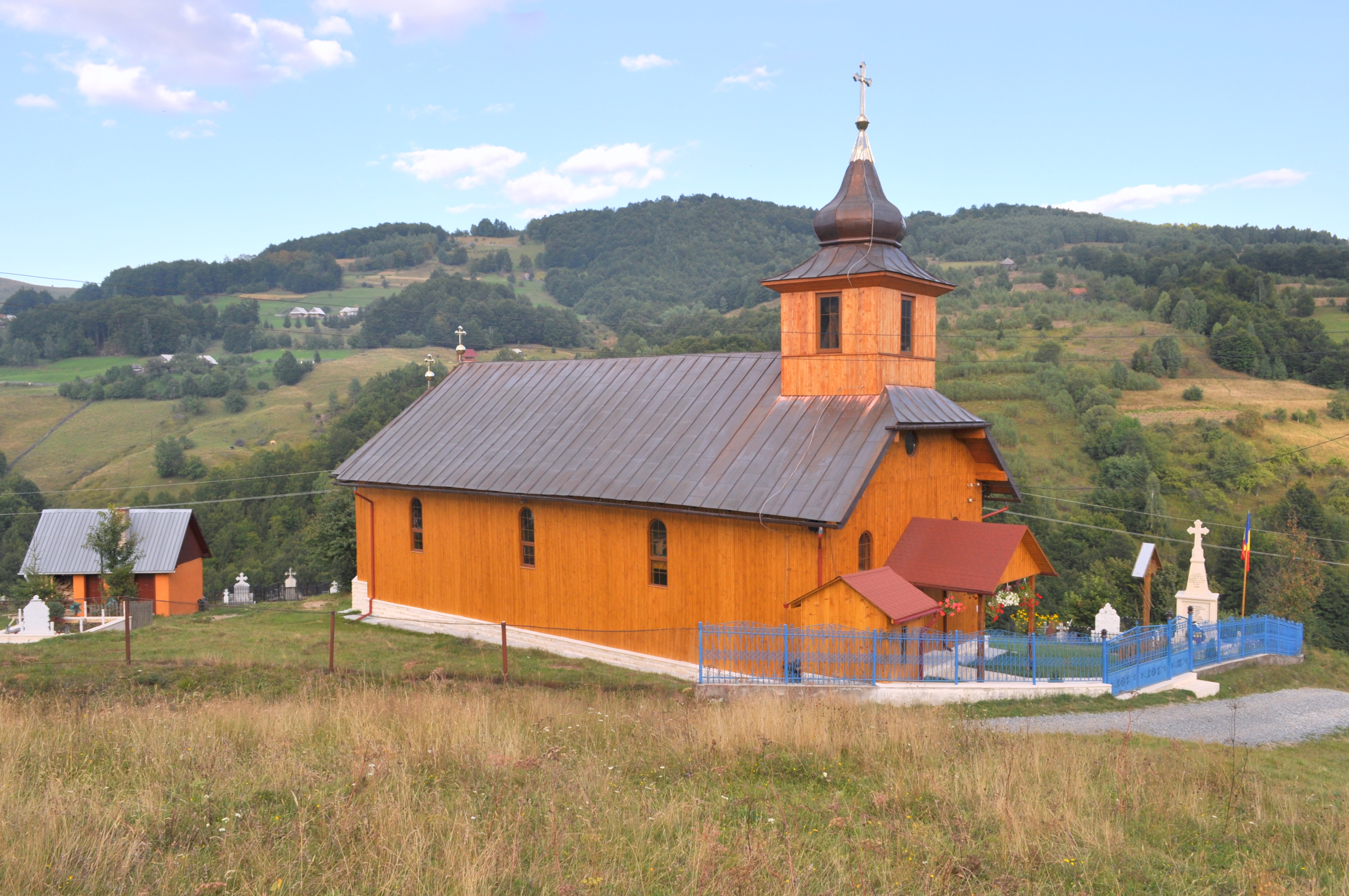
Holzkirche

Răchițele (ungarisch Havasrekettye) ist ein Dorf im Kreis Cluj (Rumänien). Es ist Teil der Gemeinde Mărgău.

## Lage
Răchițele liegt im Westen Siebenbürgens und am nördlichen Rand des Naturpark Apuseni. Die Kreishauptstadt Cluj befindet sich ungefähr 80 km östlich.

## Bevölkerung
Die 701 Einwohner des Ortes (Stand 2002) bezeichnen sich sämtlich als Rumänen.

## Sehenswürdigkeiten
Im Dorf befindet sich eine 1911 errichtete griechisch-katholische Holzkirche. Außerhalb des Dorfes befindet sich im Gebirge ein 30 m hoher Wasserfall (Cascada Răchițele).

## Persönlichkeiten
- Emil Boc (* 1966), rumänischer Ministerpräsident 2008–2012, Bürgermeister von Cluj 2004–2008